# I migliori giorni
I migliori giorni è un film commedia del 2023 diretto da Massimiliano Bruno ed Edoardo Leo.
Fa parte di un dittico che comprende anche I peggiori giorni. Insieme, le due pellicole affrontano con tono vigorosamente dissacrante i rapporti umani durante feste e ricorrenze: Natale, Capodanno, San Valentino e 8 marzo nel primo film; 1º maggio, Ferragosto, Halloween e di nuovo Natale nel secondo.

## Trama
Quattro episodi ambientati durante alcuni giorni di festa o ricorrenza. Edoardo Leo è regista dei capitoli 1 e 3, Massimiliano Bruno dei 2 e 4.

### Vigilia di Natale
Alla consueta cena coi parenti Stefania, impegnata in politica, invita anche Attilio, segretario di partito dal quale spera di ottenere appoggio in vista delle prossime elezioni. La sera, però, è infiammata dallo scontro tra i fratelli della donna: Alessandro, ipocondriaco e fresco di terza dose di vaccino anti-COVID-19, e Luca, negazionista a proposito dell'emergenza sanitaria e no-vax. I due, dopo svariate provocazioni sfociate in una lite furibonda, rovinano i progetti di Stefania: Attilio, indignato dal pessimo spettacolo, se ne va e lei si unisce alla faida tra i suoi fratelli. Una telefonata dell'anziano babbo rimette pace fra i tre e tutto torna come prima.

### Notte di Capodanno
Bruno Amenta, ricco imprenditore, trascina moglie e figlia a una cena a favore dei più bisognosi dalla quale spera, comunque, di fuggire dopo un'ora. Una giovane reporter, ingaggiata dalla sua assistente, gli manda all'aria i piani riprendendolo con una telecamera e costringendolo a presenziare oltre il previsto. All'iniziativa, poi, si presenta anche Alberto, ex autista di Bruno caduto in disgrazia, affetto da tumore in stadio terminale e desideroso di vendetta per essere stato licenziato senza motivo. Gli scheletri nell'armadio del ricco industriale vengono così alla luce: lui si accompagna a prostitute e transessuali, la moglie è una ex escort e la figlia fa regolare uso di cocaina, e infatti alla cena è in piena crisi d'astinenza. Alberto, minacciando Bruno con una granata, lo costringe a registrare un messaggio in cui dichiara il proprio menefreghismo verso l'Italia e le opere di bene che si ritrova a dover fare per curare la propria immagine. L'industriale, soddisfatta la richiesta del suo ex autista, gli annuncia che ora può morire.

### San Valentino
L'infedele Gianni si divide tra la moglie Sonia e l'amante Clarissa; Daniela è nella situazione opposta: è fidanzata con Clarissa e subisce le avances di Sonia. La situazione degenera quando lui cerca di portare a cena entrambe le sue donne la sera del 14 febbraio. Alla fine sembra riuscirci, ma mentre è a cena con Sonia, che ha scoperto la relazione extraconiugale dell'uomo e parla con lui ipotizzando la separazione, sopraggiungono Daniela e Clarissa, le quali annunciano il loro matrimonio. I quattro, alla fine, passano la serata nello stesso ristorante. Contemporaneamente, Gianni e Clarissa si scambiano occhiate mentre Daniela e Sonia fanno lo stesso.

### 8 marzo
A Margherita, telecronista con famiglia allo sfascio, viene affidato un compito ingrato: deve scusarsi in diretta televisiva con i telespettatori del programma che conduce perché il giorno prima è stato trasmesso un servizio sulla "donna ideale" che molti hanno accusato di sessismo. Margherita entra furiosa nello studio televisivo e litiga col collega/autore Paolo, rifiutandosi di proferire alcun discorso al riguardo, anche perché ha approvato il servizio incriminato mentre pensava a sua figlia Erica, in ospedale causa tentato suicidio. Una giovane assistente di studio prende le difese della conduttrice, alludendo a una visione troppo primitiva dell'essere femminile da parte dello staff, e viene subito licenziata. Margherita si scusa effettivamente con i telespettatori, assumendosi la piena responsabilità per l'accaduto, e proclama l'uguaglianza di genere, ripetendo il discorso appena sentito dalla ragazza; dopodiché saluta la figlia in modo gioviale. Dal letto dell'ospedale, Erica segue la trasmissione e impreca contro la madre.

## Distribuzione
Il film è stato distribuito nelle sale cinematografiche italiane il 1º gennaio 2023.

## Accoglienza

### Incassi
Il film alla fine della sua prima settimana ha incassato 241 000 euro, raggiungendo già il 6º posto della classifica dei migliori incassi in Italia quest'anno.

## Sequel
La seconda parte del dittico, I peggiori giorni, è uscita nelle sale il 14 agosto 2023.